# Life in Mono
Life in Mono – trzeci solowy album wokalistki Spice Girls, Emmy Bunton wydany w 2006 roku. 
Album dotarł do 65 miejsca brytyjskiej listy sprzedaży albumów. Promowały go dwa single: "All I Need to Know" i "Downtown", który osiągnął trzecie miejsce w zestawieniu najlepiej sprzedających się brytyjskich singli.

## Lista utworów
1. "All I Need to Know" – 4:18
2. "Life in Mono" – 3:48
3. "Mischievous" – 3:41
4. "Perfect Strangers" – 3:31
5. "He Loves Me Not" – 3:28
6. "I Wasn't Looking (When I Found Love)" – 3:31
7. "Take Me to Another Town" – 4:08
8. "Undressing You" – 3:21
9. "I'm Not Crying Over Yesterdays" – 3:23
10. "All That You'll Be" – 4:00
11. "Downtown" – 3:24